# Makarovo, Muncaci
Makarovo (în ucraineană Макарьово) este localitatea de reședință a comunei Makarovo din raionul Muncaci, regiunea Transcarpatia, Ucraina.

## Demografie
Componența lingvistică a localității Makarovo
     Ucraineană (98,23%)
     Rusă (1,03%)
     Alte limbi (0,69%)
Conform recensământului din 2001, majoritatea populației localității Makarovo era vorbitoare de ucraineană (98,23%), existând în minoritate și vorbitori de rusă (1,03%).